# Arcadia-konferencen
Den første Washingtonkonference, også kendt som Arcadia-konferencen, (ARCADIA var kodenavnet for konferencen), blev afholdt i Washington, D.C. fra 22. december 1941 til 14. januar 1942. Det var det første militær-strategiske møde mellem regeringslederne i Storbritannien og De Forenede Stater, efter at USA kom ind i 2. Verdenskrig. Delegationerne blev ledet af den britiske premierminister Winston Churchill og den amerikanske præsident Franklin D. Roosevelt.
Selv om Roosevelt var udsat for et vist indenlandsk pres for at koncentrere De forenede Staters krigsindsats mod Japan på grund af angrebet på Pearl Harbor den 7. december 1941 var der enighed om, at for at vinde krigen var det mest vigtigt at besejre Nazityskland (Europa først-strategien). Adolf Hitlers krigserklæring mod USA den 11. december 1941, gjorde denne beslutning lettere at sluge for offentligheden i USA, end det ellers ville have været tilfældet. 
På konferencen blev det også opnået enighed om at samle de militære ressourcer under en fælles kommando i det europæiske operarationsområde. 

## Yderligere læsning
- Maurice Matloff and Edwin M. Snell. Strategic Planning for Coalition Warfare 1941-1942. Washington, Office of the Chief of Military History, Dept. of the Army, 1953-59.  Arcadia-konferencen er dækket på Chapter V and Chapter VI
- Konferencer om de allieredes overordnede strategi Arkiveret 16. maj 2008 hos  Wayback Machine fra University of San Diego Department of History World War II Timeline Arkiveret 12. marts 2010 hos  Wayback Machine
- This Day in History January 1 Arkiveret 7. april 2005 hos  Wayback Machine – The History Channel